# Eleições legislativas de Israel em 1955
As eleições legislativas de Israel em 1955 foram realizadas a 26 de Julho e, serviram para eleger os 120 deputados para a terceira legislatura do Knesset.
O Mapai voltou a confirmar a posição de partido hegemónico em Israel ao vencer, novamente, as eleições, ao conquistar 32,2% dos votos e 45 deputados.
David Ben-Gurion voltou a formar um governo de coligação, que juntava o Mapai, Mapam, Ahdut HaAvoda, os partidos satélites dos Árabes Israelitas do Mapai e a Frente Nacional Religiosa, mas, tal governo iria cair em 1958, quando membros da coligação governativa votaram contra a venda de armas de Israel à Alemanha Ocidental, provocando eleições antecipadas em 1959.

## Resultados eleitorais
| Partido                                                                 | Partido                                     | Votos     | %     | +/-     | Deputados | +/-     |
| ----------------------------------------------------------------------- | ------------------------------------------- | --------- | ----- | ------- | --------- | ------- |
|                                                                         | Mapai                                       | 274 735   | 32,2  | 5,1     | 40 / 120  | 5       |
|                                                                         | Herut                                       | 107 190   | 12,6  | 6,0     | 15 / 120  | 7       |
|                                                                         | Sionistas Gerais                            | 87 099    | 10,2  | 6,0     | 13 / 120  | 7       |
|                                                                         | Frente Nacional Religiosa                   | 77 936    | 9,1   | Novo    | 11 / 120  | Novo    |
|                                                                         | Ahdut HaAvoda                               | 69 475    | 8,2   | Novo    | 10 / 120  | Novo    |
|                                                                         | Mapam                                       | 62 401    | 7,3   | 5,2     | 9 / 120   | 6       |
|                                                                         | Frente Religiosa da Torah                   | 39 836    | 4,7   | Novo    | 6 / 120   | Novo    |
|                                                                         | Partido Comunista de Israel                 | 38 492    | 4,5   | 0,5     | 6 / 120   | 1       |
|                                                                         | Partido Progressista                        | 37 661    | 4,4   | 1,2     | 5 / 120   | 1       |
|                                                                         | Lista Democrática dos Árabes Israelitas (a) | 15 475    | 1,8   | 0,2     | 2 / 120   | 1       |
|                                                                         | Progresso e Trabalho (a)                    | 12 511    | 1,5   | 0,3     | 2 / 120   | 1       |
|                                                                         | Desenvolvimento e Agricultura (a)           | 9 791     | 1,1   | Estável | 1 / 120   | Estável |
|                                                                         | Outros                                      | 20 617    | 2,4   |         | 0 / 120   |         |
| Votos Inválidos                                                         | Votos Inválidos                             | 22 969    | 2,6   | 1,5     |           |         |
| Total                                                                   | Total                                       | 876 188   | 100   |         | 120       |         |
| Eleitorado/Participação                                                 | Eleitorado/Participação                     | 1 057 609 | 82,8  | 7,7     |           |         |
| Fonte                                                                   | Fonte                                       | [ 2 ]     | [ 2 ] | [ 2 ]   | [ 2 ]     | [ 2 ]   |
| (a) Partidos satélites do Mapai, que representavam os Árabes Israelitas |                                             |           |       |         |           |         |